# Apicia anadis
Apicia anadis là một loài bướm đêm trong họ Geometridae.